# Oncia (unità di misura)

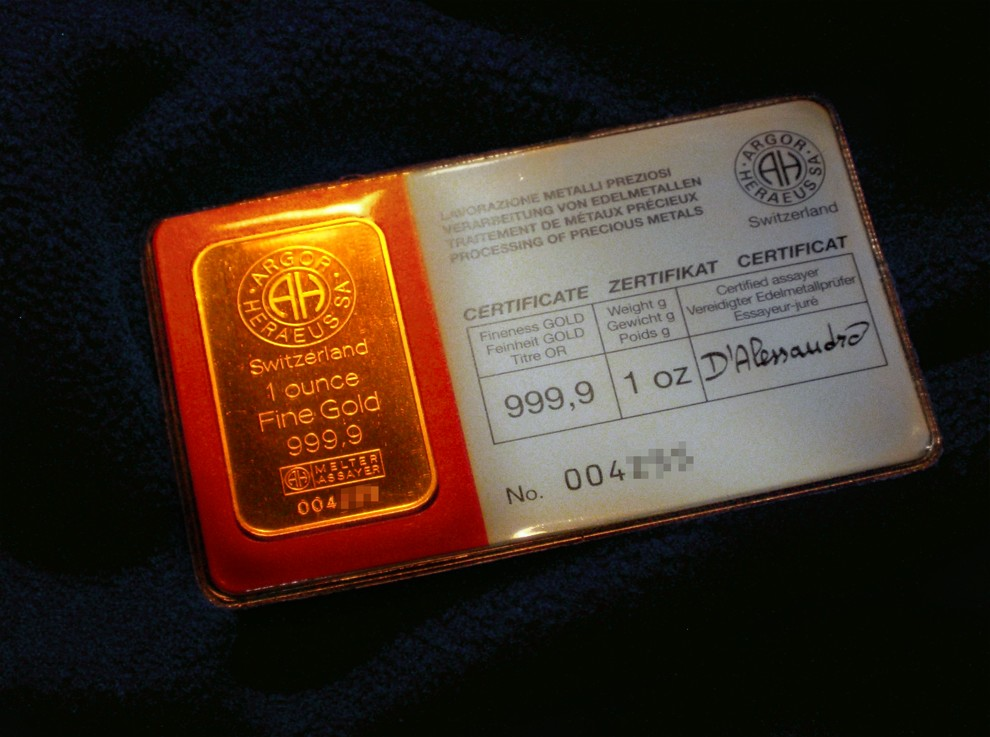
Un lingotto d'oro da un'oncia

L'oncia è un sottomultiplo dell'unità di misura principale normalmente adottata. Nell'uso informale,  il termine "oncia" viene anche utilizzato per intendere una quantità minima.
Il termine indica l'unità di misura di massa (o peso) in alcuni ambiti commerciali, soprattutto di cultura materiale anglosassone (in cui convenzionalmente fa riferimento alla libbra), ma non fa parte del Sistema internazionale di unità di misura (SI).
Esiste anche l'oncia liquida, unità di volume.
Il valore di riferimento non è sempre lo stesso, ma varia a seconda dell'ambito in cui si opera.
In alcune zone, l'oncia ha avuto, in passato, anche valore di unità di lunghezza: in questo caso, di norma era un dodicesimo del piede; ma non era così dovunque: ad esempio, a Forlì, corrispondeva invece a un decimo di piede forlivese.

## Origini storiche
Il termine fu introdotto dagli antichi Greci, i quali, avendo un sistema a base duodecimale, indicarono con questo termine una grandezza minima corrispondente alla dodicesima parte di una unità, sia come lunghezza sia come peso.
Anche i Romani l'adottarono chiamandola uncia e destinandola a identici usi.
Dal momento che le unità metriche e ponderali non erano uguali dappertutto, pur avendo lo stesso nome e pur rappresentando sempre la dodicesima parte della grandezza di riferimento (quindi del piede, del palmo o del braccio, a seconda delle regioni), all'oncia corrispondevano misure diverse a seconda delle città nelle quali era usata.
Come sottomultiplo delle unità di lunghezza, l'oncia indicava 1/12 del piede.
Così come sottomultiplo dell'unità di peso l'oncia indicava un dodicesimo della libbra; in Toscana, prima dell'annessione al Regno d'Italia, valeva 28,30 grammi. A Forlì, invece, a nord dell'Appennino, valeva 24 grammi. Nello stato veneziano, prima della sua caduta, l'oncia rappresentava la dodicesima parte dell'unità metrica del piede vicentino. A sua volta un'oncia era divisa in quattro minuti. 

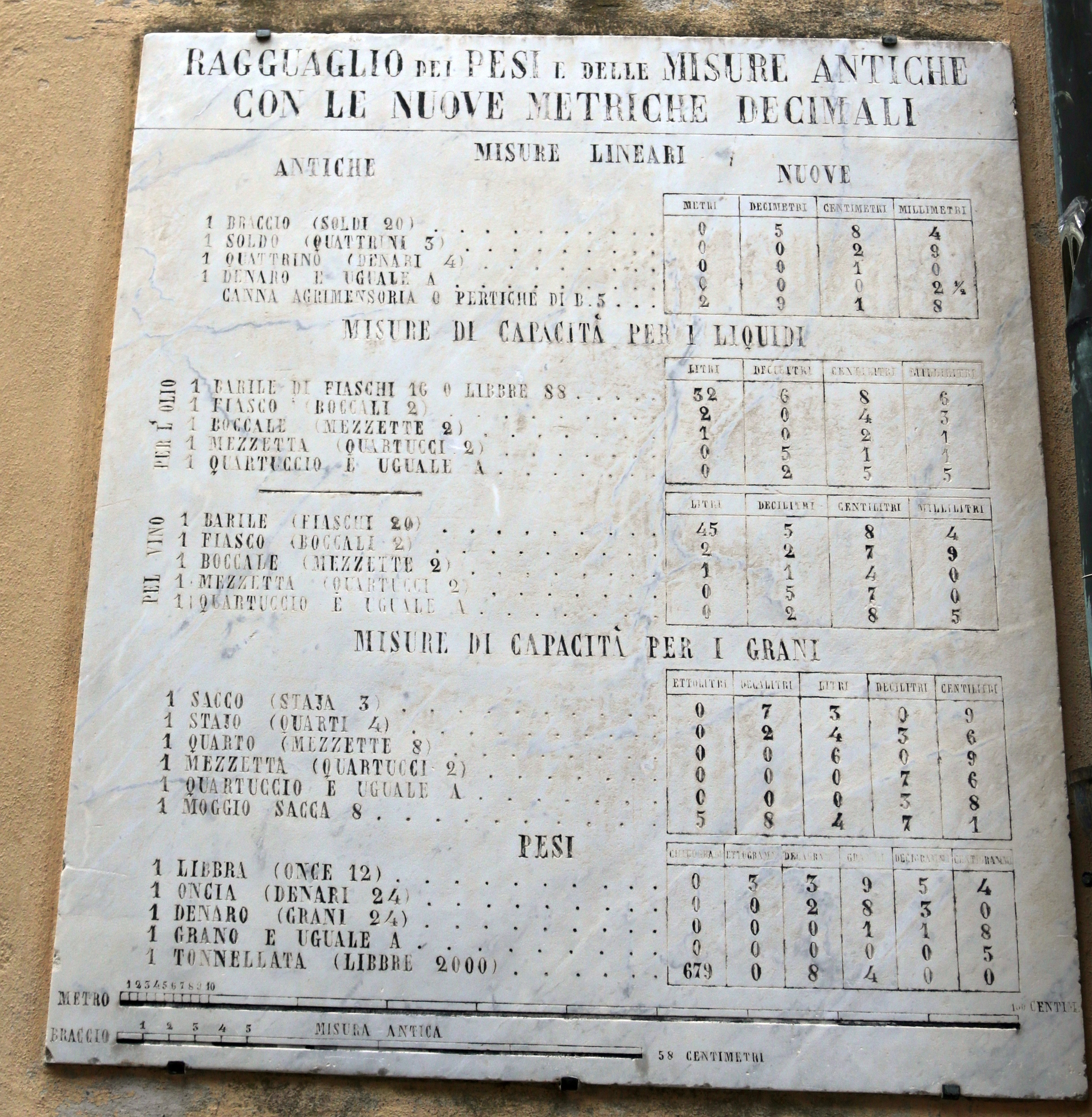
Tabella di conversione metrica del 1860 ca., all'epoca del plebiscito risorgimentale di annessione nel Granducato di Toscana.

Once quadrate e cubiche furono applicate alla misura delle aree e dei volumi.

## Uso attuale
L'oncia (ounce) è ancora utilizzata negli Stati Uniti, come retaggio del sistema imperiale britannico per misure di massa o di peso. In tale sistema sono stati storicamente attivi diversi riferimenti per la misura del peso. In particolare sopravvive il sistema avoirdupois in cui la libbra vale 453,59 grammi e quindi 1 oncia, pari a un sedicesimo (1/16) di libbra (pound), equivale a 28,35 grammi e si indica col simbolo oz.
È anche usata internazionalmente come unità di misura dai baristi.
Tuttavia, per il commercio dei metalli preziosi è utilizzata in tutto il mondo l'oncia troy, che deriva dall'oncia del vecchio sistema troy in cui la libbra corrispondeva a 373,24 grammi e l'oncia valeva un dodicesimo (1/12) di libbra. L'oncia troy dunque equivale a 31,1035 grammi e si indica col simbolo ozt.
Nei paesi anglosassoni in farmacia è usata l'oncia apothecaries' che corrisponde esattamente all'oncia troy. Quando è necessario distinguere l'oncia usata comunemente dall'oncia troy o apothecaries' si specifica oncia avoirdupois.

### Oncia liquida
Esiste anche l'unità di misura di volume oncia fluida (fl oz), calcolato a partire dalle misure di gallone e pinta e in modo differente nel sistema inglese o americano. Solo per l'etichettatura degli alimenti negli Stati Uniti, il valore di un'oncia liquida è fissato esattamente a 30 ml.